# Ladislav Pípa
Ladislav Pípa (* 31. března 1932) byl český a československý politik a bezpartijní poslanec České národní rady a Sněmovny národů Federálního shromáždění za normalizace.

## Biografie
K roku 1976 se profesně uvádí jako instalatér.
Ve volbách roku 1971 nastoupil do České národní rady. Ve volbách roku 1976 přešel do české části Sněmovny národů (volební obvod č. 31 - Děčín, Severočeský kraj). Mandát obhájil ve volbách roku 1981 (obvod Děčín). Ve Federálním shromáždění setrval do konce funkčního období, tedy do svobodných voleb roku 1990 .